# Casto
Casto is een gemeente in de Italiaanse provincie Brescia (regio Lombardije) en telt 1895 inwoners (31-12-2004). De oppervlakte bedraagt 21,4 km², de bevolkingsdichtheid is 91 inwoners per km².

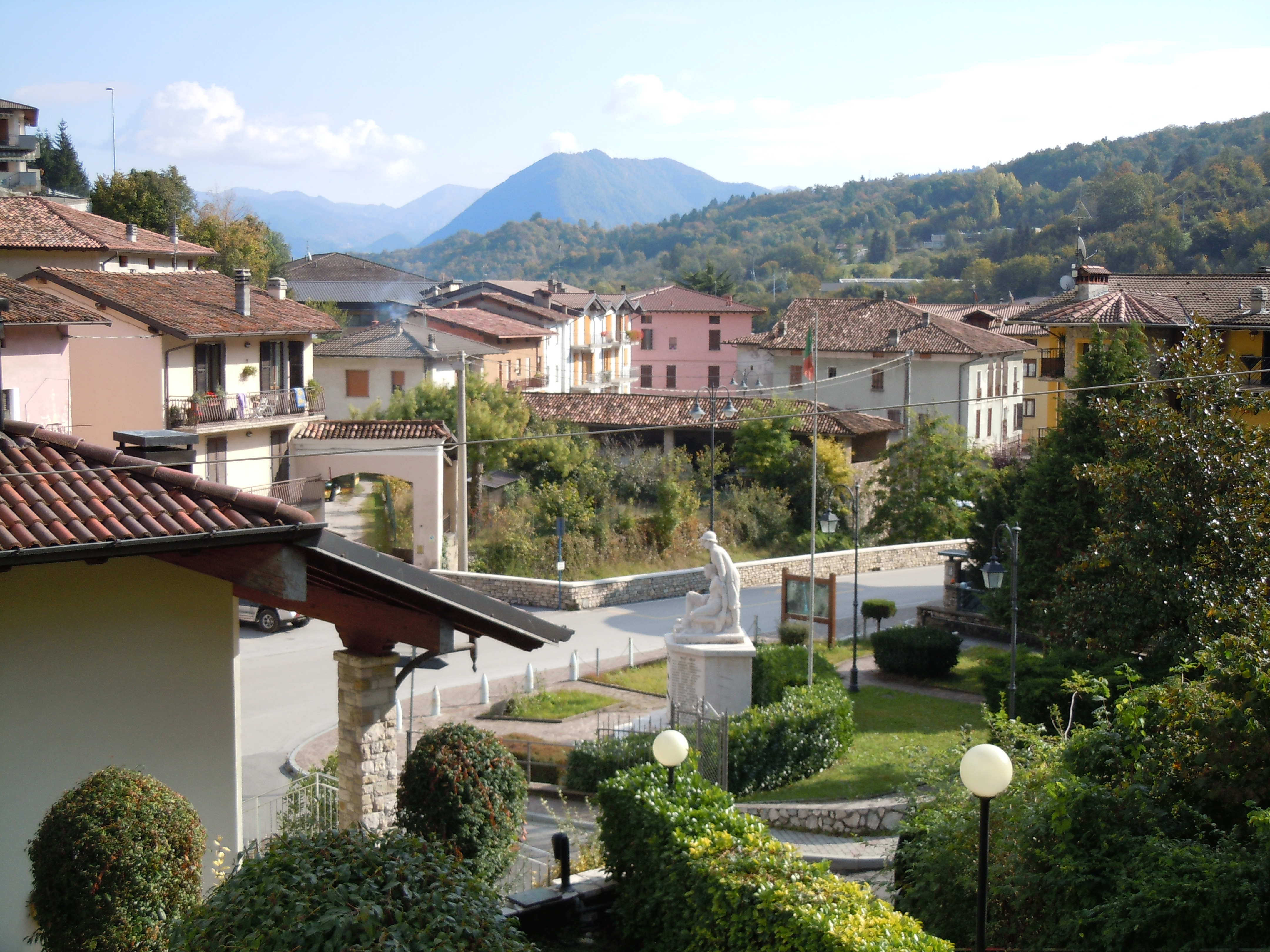
Casto
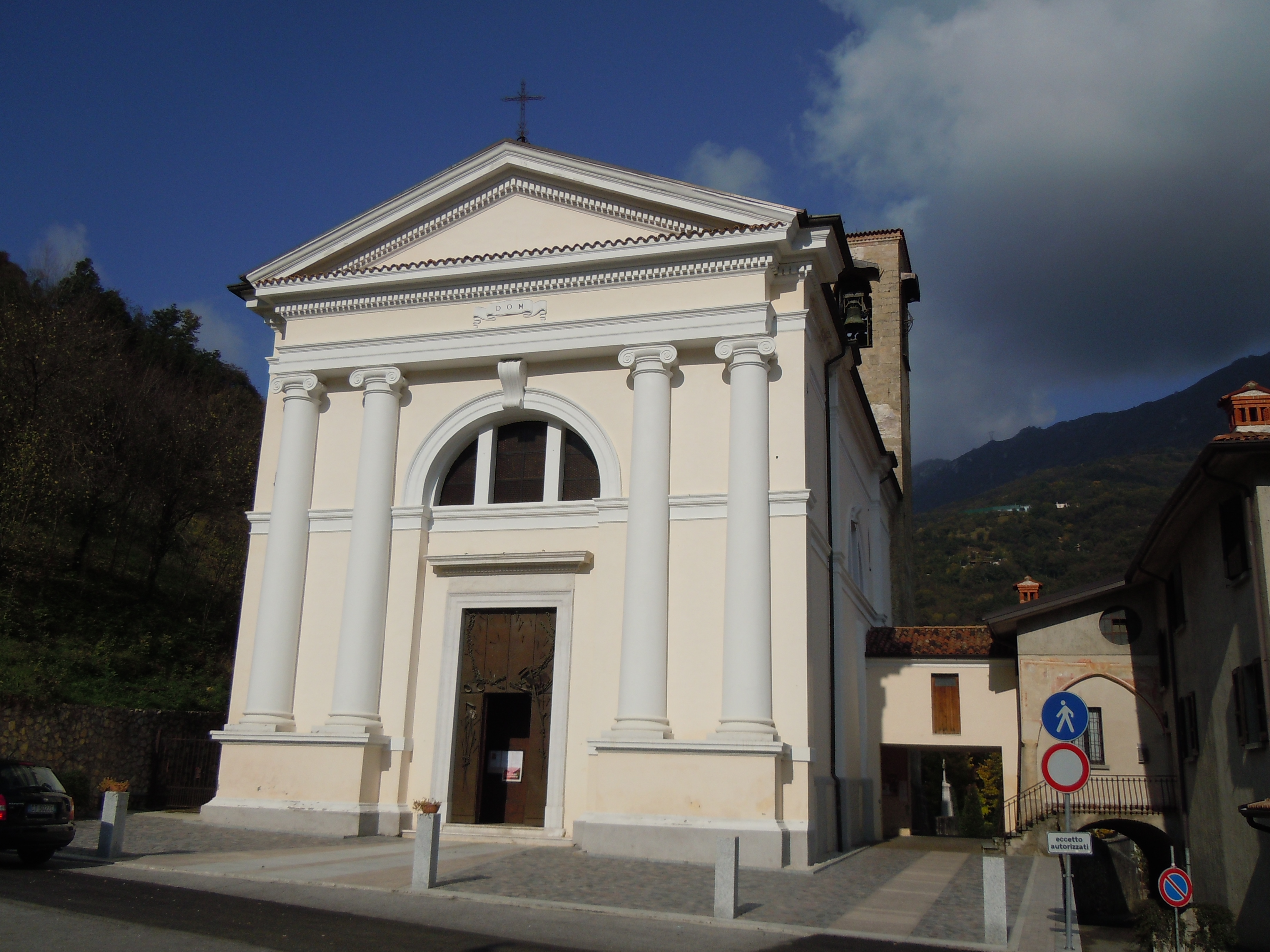
Parochiekerk van Casto

## Demografie
Casto telt ongeveer 682 huishoudens. Het aantal inwoners steeg in de periode 1991-2001 met 15,3% volgens cijfers uit de tienjaarlijkse volkstellingen van ISTAT.
| Jaar | Inwoneraantal |
| ---- | ------------- |
| 1991 | 1659          |
| 2001 | 1913          |

## Geografie
Casto grenst aan de volgende gemeenten: Bione, Lodrino, Lumezzane, Marcheno, Mura, Pertica Alta, Vestone.